# The Brunettes
The Brunettes sind ein Twee-Indie-Pop-Duo aus Auckland, Neuseeland.

## Geschichte
The Brunettes fanden sich 1998 und bestehen aus Jonathan Bree und Heather Mansfield, die musikalisch abwechseln unterstützt werden von James Milne, der auch Bandleader bei The Reduction Agents ist, Ryan McPhun von The Ruby Suns und The Reduction Agents, Harry Cundy und Nick Harte von den Shocking Pinks. Die Band veröffentlichte 1998 die Mars Loves Venus EP, die in der Garage von Heathers Eltern entstanden war. 2002 gründete Jonathan Bree sein eigenes Label Lil’ Chief Records. Im selben Jahr nahm das Duo im Wohnzimmer von Jonathan das Debütalbum Holding Hands, Feeding Ducks auf. Jonathan Bree produzierte und veröffentlichte es anschließend auf seinem neu gegründeten Label. Bereits 6 Monate später folgte die Boyracer EP. Das zweite Album Mars Loves Venus brachte die Band 2004 heraus. 2005 erschien die When Ice Met Cream EP. Nachdem das Duo im selben Jahr als Vorgruppe von The Shins durch Nordamerika getourt war, nahm sie das namhafte Sub Pop Label für den US-amerikanischen Markt unter Vertrag. 2007 erschien mit Structure & Cosmetics das dritte Studioalbum, das auch in Europa gute Kritiken erhielt. Im selben Jahr tourte die Gruppe auch durch europäische Clubs. Nach der Produktion ihres letzten Albums Paper Dolls 2009 trennte sich das Duo.

## Stil
Auf ihren ersten Alben pflegte die Band noch einen Bubblegum-Pop im Stil der 60er Jahre. Das dritte Album zeichnet sich dagegen durch eine reichhaltige Instrumentierung mit Gitarren, Keyboards, Holz- und Blechbläsern und Perkussion ebenso aus wie durch Chor- und Wechselgesänge. Die Songstrukturen geraten nun komplexer, aber nicht weniger eingängig. Texte und Titel sind unterhaltsam und ironisch, wie The Obligatory Road Song, Credit Card Mail Order oder Stereo [Mono Mono] verdeutlichen.

## Trivia
Die Band spielte bereits als Vorgruppe für Rilo Kiley, The Postal Service, Broken Social Scene, Clap Your Hands Say Yeah, Shout Out Louds und Beirut.

## Diskografie

### Alben
- 2002: Holding Hands, Feeding Ducks (Lil’ Chief Records)
- 2004: Mars Loves Venus (Lil’ Chief Records)
- 2007: Structure & Cosmetics (Lil’ Chief Records)
- 2009: Paper Dolls (Lil’ Chief Records)

### Singles und EPs
- 1998: Mars Loves Venus EP
- 2003: The Boyracer EP (Lil’ Chief Records)
- 2005: When Ice Met Cream (Lil’ Chief Records)
- 2009: The Red Rollerskates EP (Lil’ Chief Records)